# Коле дел Весково (Рим)
Коле дел Весково је насеље у Италији у округу Рим, региону Лацио.
Према процени из 2011. у насељу је живело 150 становника. Насеље се налази на надморској висини од 325 м.